# Incompatibilidade evolutiva
A incompatibilidade evolutiva, também conhecida como teoria da incompatibilidade ou armadilha evolutiva, é um conceito em biologia evolutiva que se refere a características evoluídas que antes eram vantajosas, mas se tornaram mal-adaptativas devido a mudanças no ambiente. Isso pode ocorrer em humanos e animais e é frequentemente atribuído a rápidas mudanças ambientais.

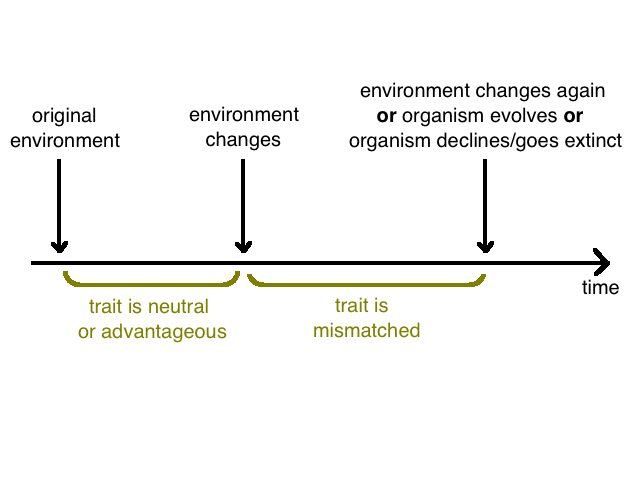
Linha do tempo mostrando um período de incompatibilidade após uma mudança ambiental

A teoria da incompatibilidade representa a ideia de que características que evoluíram em um organismo em um dado ambiente podem ser desvantajosas em um ambiente diferente. Essa mudança ambiental que leva a uma incompatibilidade evolutiva pode ser dividida em duas categorias principais: temporal (mudança do ambiente ao longo do tempo; por exemplo, uma mudança climática) ou espacial (colocação de organismos em um novo ambiente; por exemplo, uma população migrando). Como as mudanças ambientais ocorrem de forma natural e constante, certamente haverá exemplos de incompatibilidade evolutiva ao longo do tempo. No entanto, como as mudanças ambientais naturais em grande escala – como um desastre natural – são frequentemente raras, elas são observadas com menos frequência. Outro tipo de mudança ambiental mais prevalente é a antropogênica (causada pelo ser humano). Nos últimos tempos, os humanos tiveram um impacto grande, rápido e rastreável em nosso meio ambiente, criando assim cenários onde é mais fácil observar o descompasso evolutivo.
Por causa do mecanismo de evolução por seleção natural, o ambiente ("natureza") determina ("seleciona") quais características persistirão em uma população. Portanto, haverá uma eliminação gradual de características desvantajosas ao longo de várias gerações, à medida que a população se torna mais adaptada ao seu ambiente. Qualquer mudança significativa nas características de uma população que não possa ser atribuída a outros fatores (como deriva genética e mutação) será responsiva a uma mudança no ambiente dessa população; em outras palavras, a seleção natural é inerentemente reativa. Logo após uma mudança ambiental, características que evoluíram no ambiente anterior, sejam elas vantajosas ou neutras, são persistentes por várias gerações no novo ambiente. Como a evolução é gradual e as mudanças ambientais geralmente ocorrem muito rapidamente em escala geológica, sempre há um período de "recuperação" à medida que a população evolui para se adaptar ao meio ambiente. É este período temporário de "desequilíbrio" que é referido como incompatibilidade. Traços incompatíveis são abordados de várias maneiras possíveis: o organismo pode evoluir de tal forma que o traço mal adaptativo não é mais expresso, o organismo pode declinar e/ou se extinguir como resultado do traço desvantajoso, ou o ambiente pode mudar de tal forma que a característica não é mais selecionada.

## História
À medida que o pensamento evolutivo se tornou mais prevalente, os cientistas estudaram e tentaram explicar a existência de características desvantajosas, conhecidas como mal-adaptações, que são a base da incompatibilidade evolutiva.
A teoria da incompatibilidade evolutiva começou sob o termo armadilha evolutiva já na década de 1940. Em seu livro de 1942, o biólogo evolucionista Ernst Mayr descreveu as armadilhas evolutivas como o fenômeno que ocorre quando uma população geneticamente uniforme adequada para um único conjunto de condições ambientais é suscetível à extinção por mudanças repentinas no ambiente. Desde então, cientistas influentes como Warren J. Gross e Edward O. Wilson estudaram e identificaram vários exemplos de armadilhas evolutivas.
A primeira ocorrência do termo "incompatibilidade evolutiva" pode ter sido em um artigo de Jack E. Riggs publicado no Journal of Clinical Epidemiology em 1993. Nos anos que se seguiram, o termo incompatibilidade evolutiva tornou-se amplamente utilizado para descrever desadaptações biológicas em uma ampla gama de disciplinas. Uma coalizão de cientistas modernos e organizadores comunitários se reuniram para fundar o Evolution Institute em 2008 e, em 2011, publicou uma culminação mais recente de informações sobre a teoria da incompatibilidade evolutiva em um artigo de Elisabeth Lloyd, David Sloan Wilson e Elliott Sober. Em 2018, um livro de ciência popular apareceu por psicólogos evolucionistas sobre a incompatibilidade evolutiva e as implicações para os seres humanos

## Incompatibilidade na evolução humana

### A Revolução Neolítica: contexto de transição
A Revolução Neolítica trouxe mudanças evolutivas significativas nos humanos. Foi a transição de um estilo de vida de caçadores-coletores, em que os humanos buscavam comida, para um estilo de vida agrícola. Essa mudança ocorreu aproximadamente 10.000-12.000 anos atrás. Os humanos começaram a domesticar plantas e animais, permitindo a manutenção de recursos alimentares constantes. Essa transição mudou rápida e drasticamente a maneira como os humanos interagem com o meio ambiente, com as sociedades adotando práticas de agricultura e pecuária. No entanto, os corpos humanos evoluíram para se adaptarem ao seu estilo de vida anterior de forrageamento. O ritmo lento da evolução em comparação com o ritmo muito acelerado do avanço humano permitiu a persistência dessas adaptações em um ambiente onde elas não são mais necessárias. Nas sociedades humanas que agora funcionam de uma maneira muito diferente do estilo de vida dos caçadores-coletores, essas adaptações ultrapassadas agora levam à presença de traços mal-adaptativos ou incompatíveis.

#### Obesidade e diabetes
Os corpos humanos estão predispostos a manter a homeostase, especialmente ao armazenar energia como gordura. Essa característica serve como base principal para a "hipótese do gene econômico", a ideia de que "condições de festa ou fome durante o desenvolvimento evolutivo humano naturalmente selecionaram pessoas cujos corpos eram eficientes no uso de calorias alimentares". Os caçadores-coletores, que viviam sob estresse ambiental, se beneficiam dessa característica. Havia uma incerteza de quando seria a próxima refeição, e eles passavam a maior parte do tempo realizando altos níveis de atividade física. Portanto, aqueles que consumiam muitas calorias armazenariam a energia extra na forma de gordura, da qual poderiam recorrer em momentos de fome.

#### Osteoporose
Outro distúrbio humano que pode ser explicado pela teoria da incompatibilidade é o aumento da osteoporose em humanos modernos. Nas sociedades avançadas, muitas pessoas, especialmente as mulheres, são notavelmente suscetíveis à osteoporose durante o envelhecimento. Evidências fósseis sugeriram que isso nem sempre foi o caso, com ossos de mulheres caçadoras-coletoras idosas geralmente não mostrando evidências de osteoporose. Os biólogos evolucionistas postularam que o aumento da osteoporose nas populações ocidentais modernas é provavelmente devido ao nosso estilo de vida consideravelmente sedentário. As mulheres nas sociedades de caçadores-coletores eram fisicamente ativas desde jovens e até o final da vida adulta. Essa atividade física constante provavelmente leva ao pico de massa óssea consideravelmente maior em humanos caçadores-coletores do que nos humanos modernos. Embora o padrão de degradação da massa óssea durante o envelhecimento seja supostamente o mesmo para caçadores-coletores e humanos modernos, o maior pico de massa óssea associado a mais atividade física pode ter levado os caçadores-coletores a desenvolver uma propensão a evitar a osteoporose durante o envelhecimento.

### Comportamento humano
Exemplos comportamentais da teoria da incompatibilidade evolutiva incluem o abuso de vias dopaminérgicas e o sistema de recompensa. Uma ação ou comportamento que estimule a liberação de dopamina, um neurotransmissor conhecido por gerar uma sensação de prazer, provavelmente será repetido, pois o cérebro está programado para buscar continuamente esse prazer. Nas sociedades de caçadores-coletores, esse sistema de recompensa era benéfico para a sobrevivência e o sucesso reprodutivo. Mas agora, quando há menos desafios à sobrevivência e à reprodução, certas atividades no ambiente atual (jogos de azar, uso de drogas, alimentação) exploram esse sistema, levando a comportamentos de dependência.

## Exemplos não humanos

#### Dodo e a caça

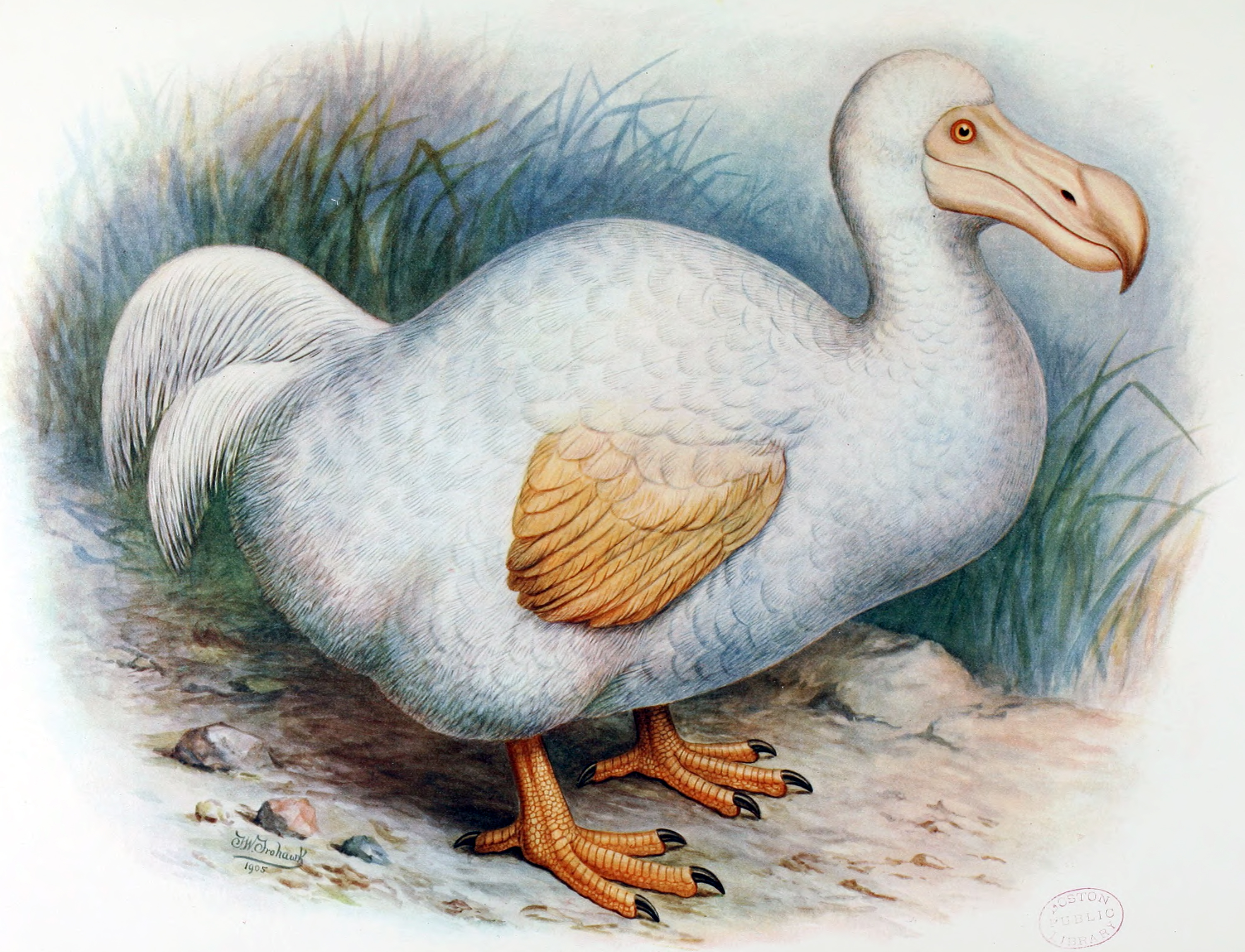
Os pássaros dodô foram completamente extintos devido à caça

O pássaro Dodo vivia em uma ilha remota, Maurício, na ausência de predadores. Aqui, o Dodo evoluiu para perder o instinto de medo e a capacidade de voar. Isso permitiu que eles fossem facilmente caçados por marinheiros holandeses que chegaram à ilha no final do século XVI. Os marinheiros holandeses também trouxeram animais estrangeiros para a ilha, como macacos e porcos que comiam os ovos do pássaro Dodô, o que prejudicou o crescimento populacional do pássaro de reprodução lenta. Seu destemor os tornava alvos fáceis e sua incapacidade de voar não lhes dava oportunidade de fugir do perigo. Assim, eles foram facilmente levados à extinção dentro de um século de sua descoberta.

#### Besouro gigante e garrafas de cerveja

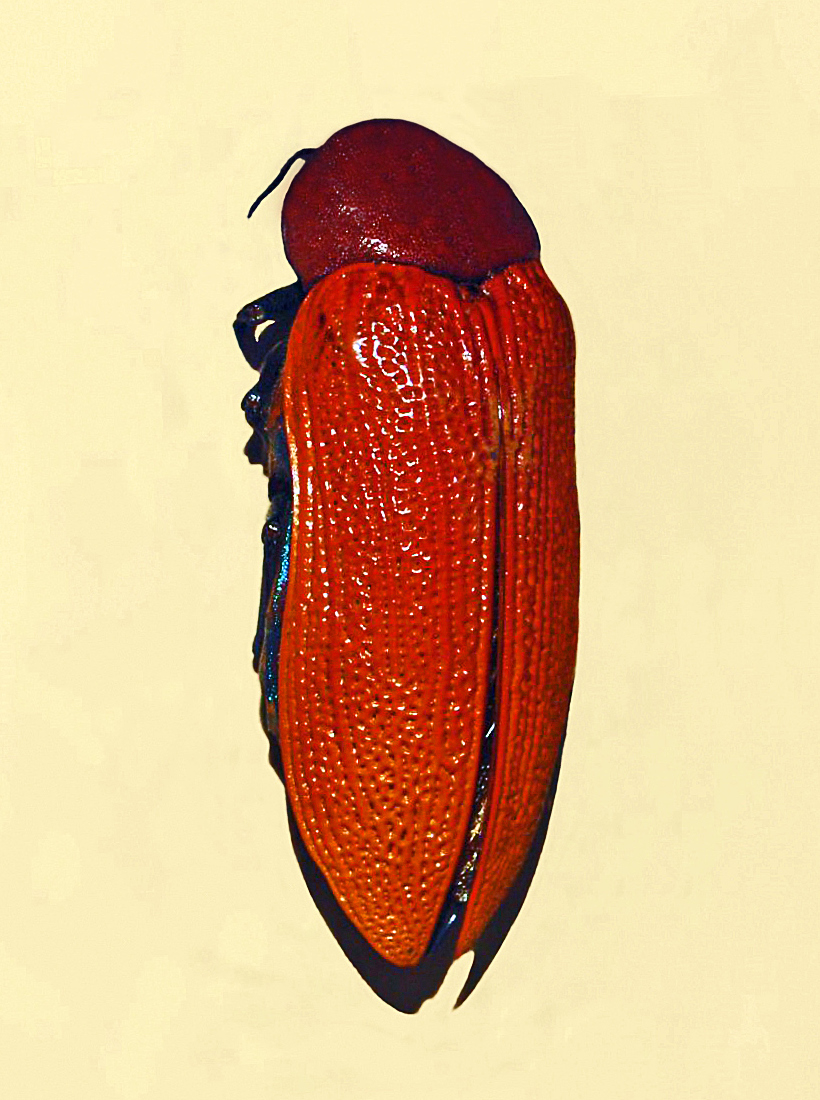
O besouro-jóia tem um exterior brilhante e marrom semelhante ao de uma garrafa de cerveja

A incompatibilidade evolutiva também pode ser observada entre os insetos. Um exemplo é o caso do besouro-jóia gigante (Julodimorpha bakewelli). O besouro joia macho evoluiu para ser atraído por características do besouro joia fêmea que permitem ao macho identificar um besouro joia fêmea enquanto voa pelo deserto. Esses recursos incluem tamanho, cor e textura. No entanto, essas características físicas também são vistas em algumas garrafas de cerveja. Como resultado, os machos geralmente consideram as garrafas de cerveja mais atraentes do que os besouros femininos devido ao tamanho grande da garrafa e à sua coloração atraente. Garrafas de cerveja são frequentemente descartadas por humanos no deserto australiano em que o besouro-joia prospera, criando um ambiente onde os besouros-joia machos preferem acasalar com garrafas de cerveja em vez de fêmeas. Esta é uma situação extremamente desvantajosa, pois reduz a produção reprodutiva do besouro-jóia. Essa condição pode ser considerada um descompasso evolutivo, pois um hábito que evoluiu para auxiliar na reprodução tornou-se desvantajoso devido ao acúmulo de garrafas de cerveja, uma causa antropogênica.